# Roger Lee Hayden

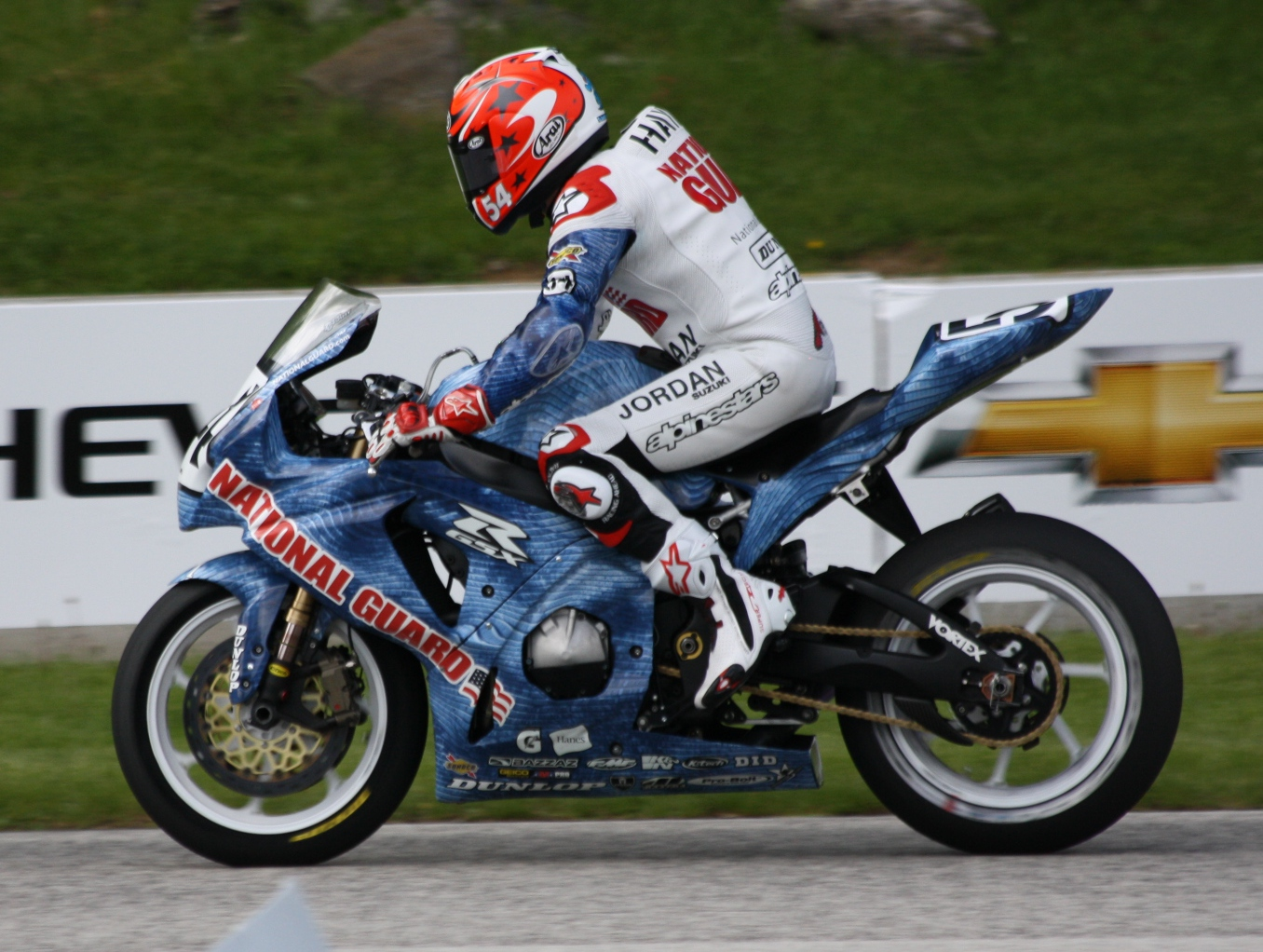
Roger Lee Hayden op Road America in 2013.

Roger Lee Hayden (Owensboro, Kentucky, 30 mei 1983) is een Amerikaans motorcoureur. Hij is de jongere broer van Nicky en Tommy Hayden, eveneens motorcoureurs.

## Carrière
Hayden maakte in 2003 zijn debuut in het Amerikaans kampioenschap wegrace, waarin hij deelnam aan zowel de Supersport- als de Formula Xtreme-klasse. In de Supersport behaalde hij een podiumplaats en werd hij achtste, terwijl hij in de Formula Xtreme tiende werd. In 2004 reed hij in de Supersport- en Superstock-klassen op een Kawasaki, de motorfiets waarop hij tot 2009 al zijn races zou rijden. In de Supersport-klasse won hij vier races op het Barber Motorsports Park, Laguna Seca, de Mid-Ohio Sports Car Course en Road Atlanta, waardoor hij met 343 punten achter zijn broer Tommy tweede werd. In de Superstock behaalde hij podiumplaatsen op Barber, Pikes Peak International Raceway, Laguna Seca en Mid-Ohio en werd hij met 268 punten zesde. In 2005 reed hij opnieuw in beide klassen, waarbij hij opnieuw het meeste succes behaalde in de Supersport met zeges op Pikes Peak, Mid-Ohio, de Virginia International Raceway en Road Atlanta. Met 308 punten werd hij opnieuw tweede achter Tommy. In de Superstock behaalde hij podiumplaatsen op Laguna Seca en Virginia voordat hij in de seizoensfinale op Road Atlanta zijn eerste race won. Met 241 punten eindigde hij het seizoen als vierde achter Aaron Yates, Jason DiSalvo en Steve Rapp.
In 2006 maakte Hayden zijn debuut in het Amerikaans kampioenschap superbike en bleef hij ook actief in de Supersport-klasse. Vanwege een blessure moest hij echter in beide kampioenschappen een aantal races missen. In de superbike was een zesde plaats op Road Atlanta zijn beste resultaat, waardoor hij met 178 punten zeventiende werd. In de Supersport won hij races op de Daytona International Speedway, Barber en Mid-Ohio en werd hierin zo met 237 punten vijfde. In 2007 werd hij tiende in de superbike-klasse met 344 punten en een vierde plaats op het Miller Motorsports Park als beste resultaat. In de Supersport-klasse won hij twee races op Daytona en Laguna Seca en behaalde hij podiumfinishes in vijf andere races, waardoor hij met 271 punten gekroond werd tot kampioen in de klasse. Dat jaar debuteerde hij tevens in de MotoGP-klasse van het wereldkampioenschap wegrace tijdens zijn thuisrace als wildcardcoureur bij het fabrieksteam van Kawasaki. Hij eindigde hierin als tiende, waardoor hij zes kampioenschapspunten scoorde.

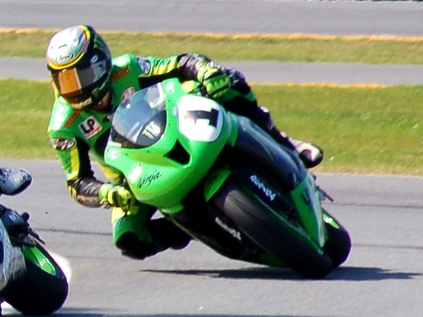
Roger Lee Hayden op de Daytona International Speedway in 2008.

In 2008 keerde Hayden terug in het Amerikaans kampioenschap, waarin hij opnieuw in de superbike- en Supersport-klassen reed. Hij brak echter zijn arm in de kwalificatie op Daytona. Hoewel hij hiervan herstelde, raakte hij in de daaropvolgende kwalificatie op Barber opnieuw geblesseerd nadat hij in aanraking kwam met Robertino Pietri. Als gevolg van dit ongeluk liep hij drie breuken in zijn heup, drie breuken in zijn ruggengraat en meerdere snijwonden aan zijn linkerpink op. Zijn pink moest uiteindelijk geamputeerd worden nadat bleek dat deze onherstelbaar beschadigd bleek. Hij keerde pas in het derde raceweekend van 2009 terug als fulltime coureur in het Amerikaans kampioenschap. Hierin kwam hij uit in de Daytona Sportbike-klasse, en behaalde hij in zijn eerste race op Road Atlanta direct een podiumplaats. Ook op Road America stond hij op het podium en hij werd met 164 punten twaalfde in het klassement.

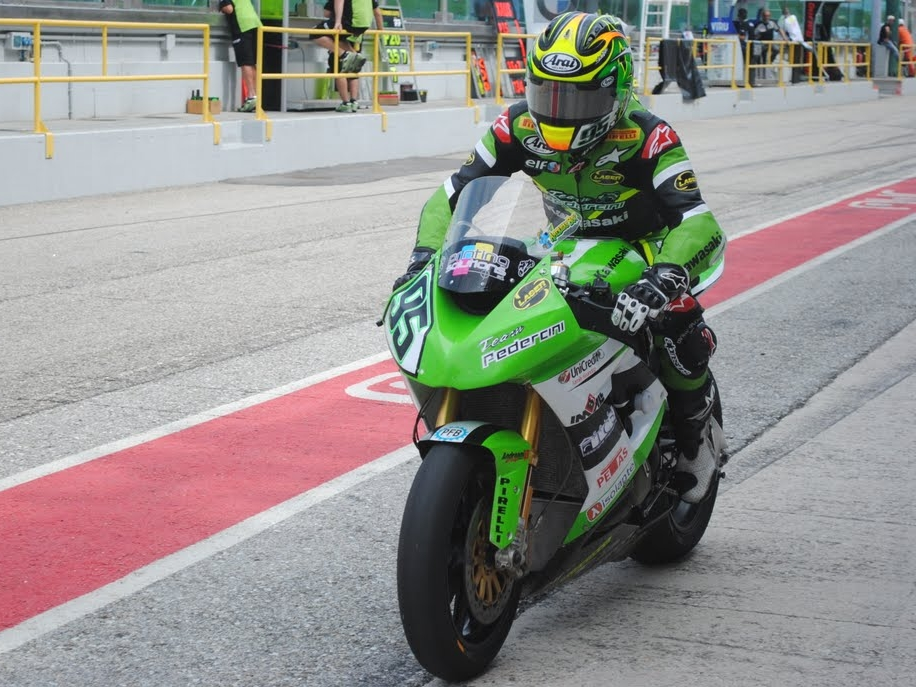
Roger Lee Hayden op het Misano World Circuit in 2010.

In 2010 maakte Hayden de overstap naar het wereldkampioenschap superbike, waarin hij uitkwam op een Kawasaki. Hij kende een zwaar seizoen, waarin twee dertiende plaatsen in Brno en Nürburg zijn beste resultaten waren. Met 10 punten werd hij negentiende in de eindstand. Daarnaast keerde hij dat jaar terug in de MotoGP, waarin hij op een Honda uitkwam in zijn thuisrace als vervanger van de geblesseerde Randy de Puniet, waarin hij elfde werd. Ook reed hij in de Grand Prix van Indianapolis in de Moto2 op een Moriwaki als wildcardcoureur; deze race eindigde hij als zeventiende.
In 2011 keerde Hayden terug naar het Amerikaans kampioenschap superbike, waarin hij vanaf dit seizoen in het restant van zijn carrière altijd op een Suzuki reed. Hij behaalde twee podiumplaatsen op Mid-Ohio en het New Jersey Motorsports Park en werd zo met 202 punten zesde in het kampioenschap. In 2012 won hij een race op de Homestead-Miami Speedway en stond hij in zeven andere races op het podium. Met 314 punten werd hij achter Josh Hayes en Blake Young derde in het eindklassement. In 2013 behaalde hij zes podiumplaatsen; twee op zowel Barber als Miller en een op Road America en New Jersey. Met 228 punten werd hij achter Josh Herrin, Hayes en Martín Cardenas vierde in de eindstand. Tevens keerde hij dat jaar terug in het WK superbike, waarin hij in zijn thuisrace op Laguna Seca deelnam als wildcardcoureur. In de eerste race kwam hij niet aan de finish, terwijl hij in de tweede race achtste werd.

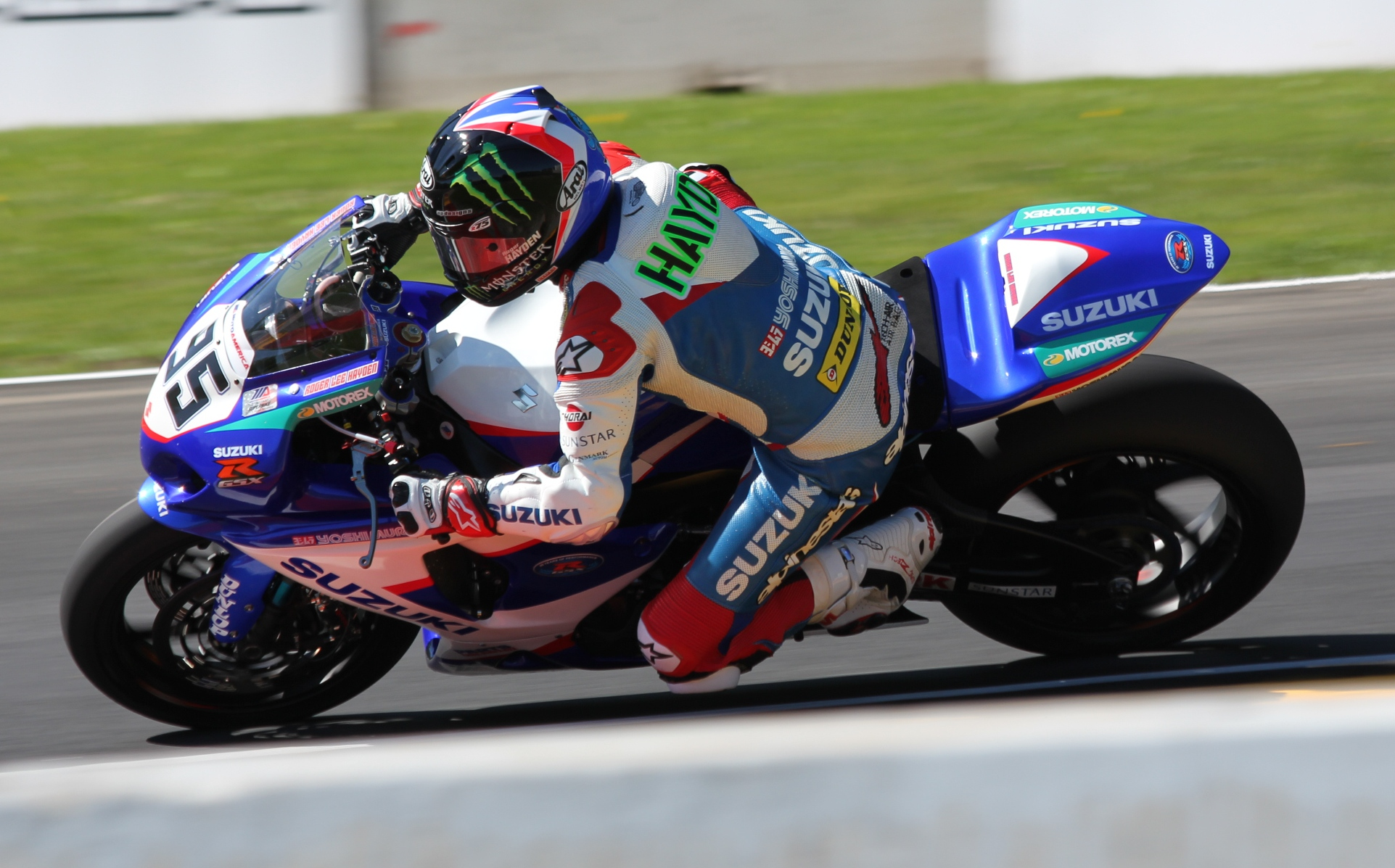
Roger Lee Hayden op Road America in 2015.

In 2014 won Hayden in het Amerikaans kampioenschap superbike een race op New Jersey en behaalde hij het podium in zeven andere races. Met 231 punten werd hij achter Hayes tweede in het kampioenschap. In 2015 werd het Amerikaans kampioenschap wegrace vervangen door de nieuwe MotoAmerica, waarin Hayden wederom in de superbike-klasse reed. Hij behaalde vijftien podiumplaatsen in achttien races, maar wist geen enkele overwinning te boeken. Desondanks werd hij met 281 punten derde in de eindstand achter Cameron Beaubier en Hayes. In 2016 won hij twee races op Barber en New Jersey en stond hij in tien andere races op het podium. Met 284 punten werd hij achter Beaubier, Hayes en Toni Elías vierde in het klassement.
In 2017 won Hayden drie races op Virginia, het Pittsburgh International Race Complex en Barber en stond hij hiernaast nog twaalf keer op het podium. Met 322 punten werd hij achter Elías tweede in het kampioenschap. 2018 was zijn laatste seizoen als motorcoureur. Hierin behaalde hij vier podiumplaatsen op Road America, Laguna Seca (tweemaal) en New Jersey. Met 172 punten eindigde hij als zevende in het klassement.